# Jari Vanhala
Jari Vanhala (Helsinki, 29 augustus 1965) is een voormalig profvoetballer uit Finland, die speelde als aanvaller gedurende zijn carrière. Hij sloot zijn loopbaan in 2000 af bij de Finse club Grankulla IFK.

## Interlandcarrière
Vanhala kwam in totaal 23 keer (twee doelpunten) uit voor de nationale ploeg van Finland in de periode 1992–1997. Onder leiding van bondscoach Jukka Vakkila maakte hij zijn debuut op 12 februari 1992 in de vriendschappelijke uitwedstrijd in Adana tegen Turkije (1-1), net als Antti Sumiala, Jukka Ruhanen, Petri Helin en Anders Eriksson. Hij moest in dat duel na tachtig minuten plaatsmaken voor Kai Nyyssonen.
| Interlanddoelpunten | Interlanddoelpunten | Interlanddoelpunten | Interlanddoelpunten    | Interlanddoelpunten | Interlanddoelpunten | Interlanddoelpunten | Interlanddoelpunten |
| #                   | Datum               | Locatie             | Wedstrijd              | Goal(s)             | Score               | Uitslag             | Wedstrijd           |
| ------------------- | ------------------- | ------------------- | ---------------------- | ------------------- | ------------------- | ------------------- | ------------------- |
| 1                   | 15/04/1992          | Cuiabá              | Brazilië – Finland     | 39'                 | 0 – 1               | 3 – 1               | Oefeninterland      |
| 2                   | 08/06/1997          | Helsinki            | Finland – Azerbeidzjan | 60'                 | 1 – 0               | 3 – 0               | WK-kwalificatie     |

## Erelijst
HJK Helsinki
- Suomen Cup

1993